# Adrian Jigău
Adrian Ioan Jigău (Arad, 6 gennaio 1970) è un sollevatore rumeno medagliato mondiale ed europeo, che gareggiò nelle categorie dei pesi gallo e piuma.

## Carriera
Militò nell'Astra Arad. Partecipò a due edizioni dei Giochi olimpici: a Sydney nel 2000 e ad Atene nel 2004, piazzandosi al sesto posto in entrambi i casi. Vinse quattro medaglie ai campionati mondiali (due d'argento e due di bronzo) tra il 1999 e il 2005 e vinse sette medaglie ai campionati europei (quattro d'argento, due di bronzo e una d'oro) tra il 1999 e il 2006.
Ai campionati europei di Sofia del 2005 vinse inizialmente la medaglia di bronzo nei pesi piuma, poi diventata d'argento a causa della squalifica per doping di Halil Mutlu, primo classificato.